# Episodi di Mr. Belvedere (sesta stagione)
La sesta stagione della serie televisiva Mr. Belvedere è stata trasmessa in anteprima negli Stati Uniti d'America dalla ABC tra il 16 settembre 1989 e l'8 luglio 1990.
| nº | Titolo originale                 | Titolo italiano | Prima TV USA      | Prima TV Italia |
| -- | -------------------------------- | --------------- | ----------------- | --------------- |
| 1  | The Field                        |                 | 16 settembre 1989 |                 |
| 2  | Brain Busters                    |                 | 30 settembre 1989 |                 |
| 3  | Truckin'                         |                 | 7 ottobre 1989    |                 |
| 4  | Big                              |                 | 21 ottobre 1989   |                 |
| 5  | Fear of Flying                   |                 | 4 novembre 1989   |                 |
| 6  | Paper Mill                       |                 | 11 novembre 1989  |                 |
| 7  | Homecoming                       |                 | 18 novembre 1989  |                 |
| 8  | Fixed                            |                 | 25 novembre 1989  |                 |
| 9  | Used Cars                        |                 | 2 dicembre 1989   |                 |
| 10 | Counterfeit                      |                 | 9 dicembre 1989   |                 |
| 11 | A Happy Guy's Christmas          |                 | 16 dicembre 1989  |                 |
| 12 | The Professor                    |                 | 30 dicembre 1989  |                 |
| 13 | Love Fest                        |                 | 1990              |                 |
| 14 | Donuts                           |                 | 1990              |                 |
| 15 | Runaways                         |                 | 1990              |                 |
| 16 | The Pageant                      |                 | 1990              |                 |
| 17 | The Baby                         |                 | 1990              |                 |
| 18 | Bad Marsha                       |                 | 1990              |                 |
| 19 | Home                             |                 | 1990              |                 |
| 20 | Mumsy                            |                 | 1990              |                 |
| 21 | Mr. Belvedere's Wedding (Part 1) |                 | 1º luglio 1990    |                 |
| 22 | Mr. Belvedere's Wedding (Part 2) |                 | 8 luglio 1990     |                 |